# Мартышка Склейтера
Мартышка Склейтера (лат. Cercopithecus sclateri) — вид приматов из семейства мартышковых.
Была описана Реджиналдом Пококом в 1904 году и названа в честь Филипа Склейтера. Мартышка Склейтера ранее считалась подвидом рыжеухой мартышки.

## Описание
Шерсть тёмно-серая, на спине зеленоватая. Хвост очень длинный, сверху красноватый, более светлый к концу, однако самый кончик хвоста чёрный. Мордочка коричневато-розовая, кончик носа более светлый. Шерсть на макушке и щеках длинная, включает жёлтые волоски. Шерсть на горле и на ушах светлая.
Это одна из самых маленьких мартышек. Выражен половой диморфизм: средняя масса самок составляет 2,5 кг, средняя масса самцов составляет около 4 кг.

## Распространение
Встречается на юге Нигерии. Вид не следует путать с краснобрюхой мартышкой, которая водится в Нигерии и Бенине.

## Поведение
Дневное животное, проводящее почти всё время на деревьях. В рационе преимущественно фрукты, а также другая растительная пища и мелкие животные.

## Статус популяции
Этот вид практически исчез к концу 1980-х годов. В настоящее время существует несколько изолированных популяций между реками Нигер и Кросс в южной Нигерии.